# Ганні Вебер
Ганні Вебер (нім. Hanny Weber) — медсестра Німецького Червоного Хреста. Кавалер Залізного хреста 2-го класу.

## Біографія
Під час Другої світової війни Вебер служила в моторизованій медичній службі Африканського корпусу. Відзначилась в 1942 році під час другої битви при Ель-Аламейні, рятуючи поранених під час бомбардування британською авіацією.

## Нагороди
- Нарукавна стрічка «Африка»
- Медаль «За італо-німецьку кампанію в Африці» (Італія)
- Залізний хрест 2-го класу (1944) — за заслуги під час Африканської кампанії; представлена Альбертом Кессельрінгом.